# Шучэн
Шучэ́н (кит. упр. 舒城, пиньинь Shūchéng, буквально: «город Шу») — уезд городского округа Луань провинции Аньхой (КНР).

## История
В античные времена в этих местах размещалось небольшое царство Шу (舒国), которое в 657 году до н. э. было завоёвано царством Сюй (которое в свою очередь в 512 году до н. э. было завоёвано царством У).
После образования империи Хань здесь в 203 году до н. э. был создан уезд Шусянь (舒县), а в следующем году был создан ещё и уезд Луншу (龙舒县). В 62 году из этих уездов было создано удельное владение Луншу (龙舒侯国).
Во времена империи Тан в 735 году был создан уезд Шучэн.
Во времена империй Мин и Цин уезд подчинялся властям Лучжоуской управы (庐州府). После Синьхайской революции в Китае была проведена реформа структуры административного деления, и управы были упразднены.
В 1949 году был образован Специальный район Луань (六安专区), и уезд вошёл в его состав. В 1971 году Специальный район Луань был переименован в Округ Луань (六安地区). В 2000 году округ Луань был преобразован в городской округ Луань.

## Административное деление
Уезд делится на 15 посёлков и 6 волостей.